# Zala, Železniki
Zala este o localitate din comuna Železniki, Slovenia.